# Telegatti 1989
La 6ª edizione del Gran Premio Internazionale dello Spettacolo si è tenuta a Milano, al Teatro Ventaglio Nazionale, il 9 maggio del 1989. A condurre la serata, per la sesta volta consecutiva, il presentatore televisivo Mike Bongiorno, affiancato da Heather Parisi.
Trionfa Marco Columbro, che conquista ben due statuette come personaggio maschile dell'anno (sorpassando Mike Bongiorno e Michele Placido) e per la migliore trasmissione di gioco in TV.
Gli ospiti musicali della serata sono Cyndi Lauper, che si esibisce con I Drove All Night, e i Simply Red, che cantano If You Don't Know Me by Now.

## Vincitori
I premi sono assegnati alle trasmissioni andate in onda l'anno precedente alla cerimonia. Di seguito vengono elencate le varie categorie di premi, e i rispettivi vincitori dell'anno.

### Personaggio femminile dell'anno
- Marisa Laurito

### Personaggio maschile dell'anno
- Marco Columbro

### Personaggio rivelazione dell'anno
- Piero Chiambretti

### Trasmissione dell'anno
- Biberon, Rai 1

### Miglior film TV italiano
- La piovra 4, Rai 1 (quarto film della serie iniziata nel 1984)

### Miglior sceneggiato italiano
- La romana, Canale 5

### Miglior telefilm italiano
- Big Man, Canale 5

### Miglior telefilm straniero
- Dynasty, trasmesso su Canale 5

### Miglior trasmissione di giochi TV
- Tra moglie e marito, Canale 5

### Miglior trasmissione di intrattenimento con ospiti
- Maurizio Costanzo Show, Canale 5

### Miglior quiz TV
- Telemike, Canale 5

### Miglior trasmissione di varietà
- Odiens, Canale 5

### Miglior trasmissione di scienza e cultura
- Alla ricerca dell'arca, Rai 3

### Miglior spettacolo musicale
- International D.O.C. Club, Rai 2

### Miglior trasmissione sportiva
- La Domenica Sportiva, Rai 1

### Miglior trasmissione per ragazzi
- Big!, Rai 1

### Premio speciale servizi giornalistici
- Linea diretta, Rai 1

### Miglior sigla televisiva
- MegaSalviShow, Italia 1

### Miglior spot
- Associazione Nazionale Lega Handicappati

### Premio TV francese
- A Joan Lisciard

### Premio TV inglese
- Alla trasmissione Suscè

### Premio TV tedesca
- A Gudrun Landgrebe

### Premio TV locali
- Telelombardia

### Lettore di TV Sorrisi e Canzoni
- Alla signora Lucia Baldi

### Premi speciali
- Allo sceneggiato Happy Days, trasmesso su Italia 1
- Al telefilm Saranno famosi, trasmesso su Rai 2
- Alla soap opera Quando si ama, trasmessa su Rai 2, per le prime 500 puntate
- Alla trasmissione Emilio di Italia 1, dalla redazione di TV Sorrisi e Canzoni

## Statistiche emittente/vittorie
- Rai 1   5 premi
- Rai 2   3 premi
- Rai 3    1 premio

Totale Rai: 9 Telegatti
- Canale 5   7 premi
- Italia 1      3 premi
- Rete 4     nessun premio

Totale Fininvest: 10 Telegatti
- Telelombardia 1 premio

Totale TV locali: 1 Telegatti